# Betriebsstofftransporter

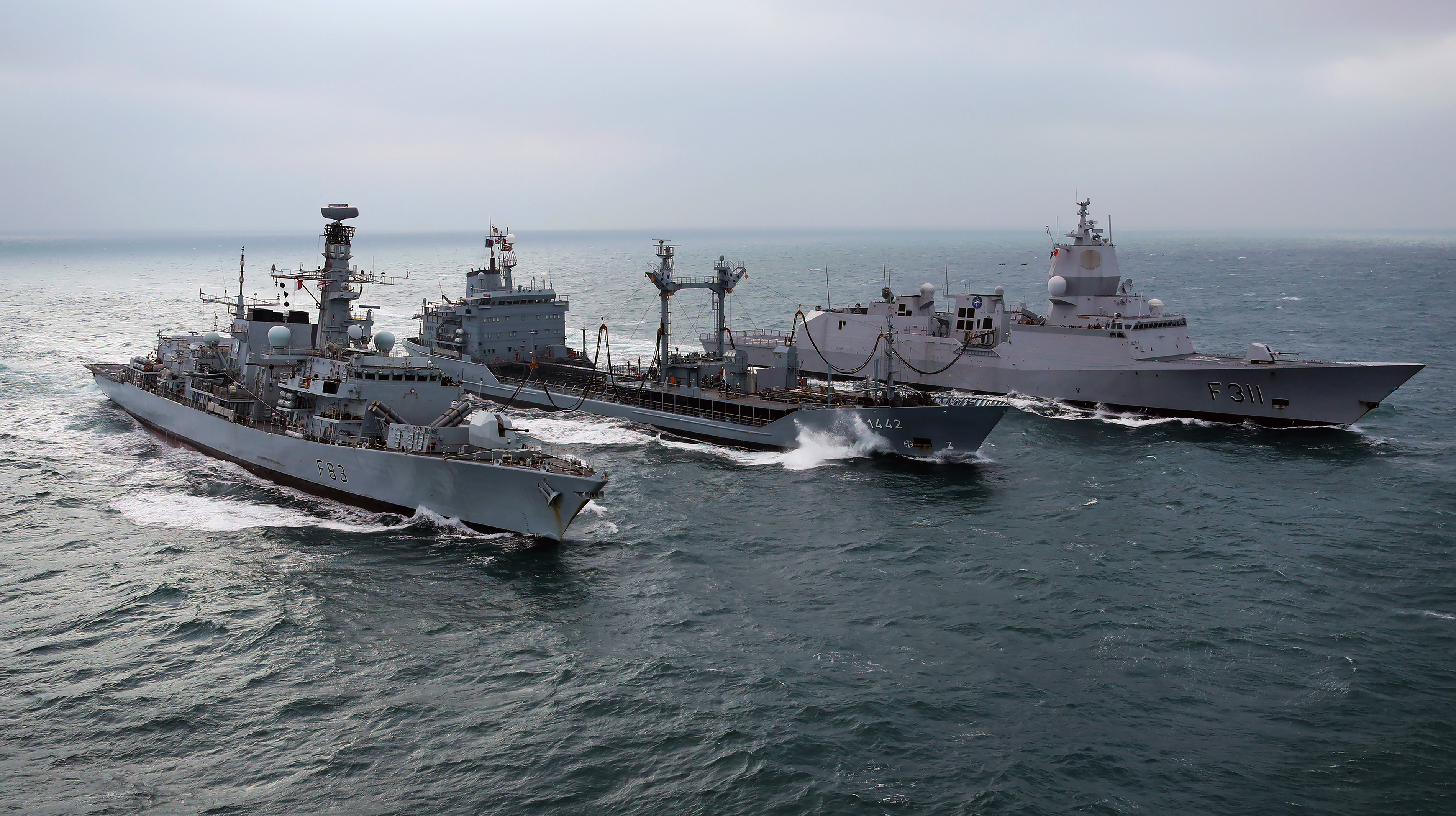
Betriebsstofftransporter Spessart bei der Seeversorgung der Fregatten HMS St Albans (F83) und HNoMS Roald Admundson (F311)

Betriebsstofftransporter sind Versorgungsschiffe der Deutschen Marine, die zum Transport und zur Abgabe von Schiffstreibstoffen eingerichtet sind. Sie sind einem Tanker sehr ähnlich und haben als Hilfsschiff eine zivile Besatzung.
Die Betriebsstofftransporter werden dabei in zwei Kategorien unterteilt:
- Kleinere Betriebsstofftransporter, z. B. die Walchensee-Klasse, zur Versorgung im Hafen, einer geschützten Bucht oder auf Reede und darüber hinaus für den Transport zwischen Depots und anderen Versorgungseinrichtungen der Marine.
- Größere Betriebsstofftransporter, z. B. die Rhön-Klasse, zur Versorgung auf hoher See und oft integraler Bestandteil eines Einsatzgeschwaders.

Stand heute (2022) verfügt die Marine über keine kleineren Betriebsstofftransporter mehr.